# Постольник, Лидия Ивановна
Лидия Ивановна Постольник (14 августа 1935 — 19 февраля 2025) — советский работник сельского хозяйства, новатор производства, Герой Социалистического Труда.

## Биография
Родилась 14 августа 1935 года в селе Лемешовка Яготинского района Киевской области СССР, ныне Украины.
С 1955 года работала в колхозе имени Ленина Синельниковского района Днепропетровской области свинаркой, а с 1976 года — звеньевой операторов машинного доения. Звено, возглавляемое Лидией Постольник, в 10-й пятилетке достигла высоких показателей в своей работе.
Постольник принимала участие в ВДНХ СССР, являясь медалистом выставки.
Член КПСС с 1978 года. Была делегатом XXVI съезда КПСС, избиралась депутатом Верховного Совета УССР 8—10-го созывов.
Жила в селе Новоалександровка Синельниковского района Днепропетровской области. Умерла 19 февраля 2025 года.

## Награды
- Герой Социалистического Труда (1971).
- Награждена орденами Ленина и Трудового Красного Знамени, а также медалями СССР и Украины, в частности медалью «20 лет независимости Украины» (2011).[2]
- Почётный гражданин Синельниковского района.[3]